# Aleksej Markovskij
Aleksej Viktorovič Markovskij (in russo Алексей Викторович Марковский?; Kurgan, 17 maggio 1957) è un ex nuotatore sovietico, dal 1992 russo.

## Carriera
Fortemente specializzato nella farfalla e nei misti, ha vinto numerose medaglie rappresentando l'Unione Sovietica. 

## Palmares

### Competizioni internazionali
- Giochi olimpici

Mosca 1980: argento nella 4x100m misti.
- Mondiali

Guayaquil 1982: argento nella 4x100m stile libero e nella 4x100m misti.
Madrid 1986: argento nella 4x100m stile libero e bronzo nella 4x100m misti.
- Europei

Spalato 1981: oro nei 100m farfalla e nella 4x100m misti.
Roma 1983: oro nella 4x100m misti, 4x100m stile libero e bronzo nei 100m farfalla.
- Universiadi

Bucarest 1981: argento nei 100m farfalla e nella 4x100m stile libero.
Edmonton 1983: oro nei 100m farfalla.